# 反逆 (1967年の映画)
『反逆』（はんぎゃく）は、1967年8月1日に公開された日本映画である。製作・配給は日活。監督は松尾昭典、主演は渡哲也。東映から三田佳子をヒロイン役に迎えて製作された。

## あらすじ
深沢礼治と敬太の兄弟は亡き父親の知人である時岡のやっかいになっていた。雨の降る夜、亜佐子という女に出会う。その後、礼治は時岡の配下の男が経営するバーで彼女と再会、彼女は時岡の情婦であることを知る。その後亜佐子は、時岡から離れようと礼治の元を訪ねてくる。礼治は亜佐子をかくまうが、敬太が時岡から亜佐子を力ずくでも連れ戻すよう命令される。それを知り、亜佐子は自ら姿を消した。敬太は時岡が部下の浜田に敬太と礼治の父の暗殺についてを話しているのを聞いたため時岡たちに殺害される。亜佐子を見つけた礼治は、彼女を安全な所へと預け、浜田から事実を聞きだすと、時岡の元へと向かう。

## キャスト
- 渡哲也 : 深沢礼治
- 三田佳子 (東映) : 牧村亜佐子
- 高橋昌也 : 深沢敬太
- 日野道夫 : 浜田亮三
- 浜川智子 : 林田珠枝
- 木村俊恵 : 高子
- 伊藤寿章 : 唐島
- 八木俊郎 : 明石一彦
- 桝谷一政 : 宮本
- 山根久幸 : 中尾
- 亀山靖博 : 岡田
- 雪丘恵介 : 佐野
- 榎木兵衛 : 高見
- 野村隆 : 広田
- 早川由紀 : 時岡家の女中
- 久遠利三 : ある会社の部長
- 玉村駿太郎 : 中年男
- 木下静子 : 女
- 長弘 : マネージャー
- 北出桂子 : 女事務員
- 柳瀬志郎 : ヤクザ
- 若原初子 : 中年女
- 佐川明子 : 中年女
- 佐野浅夫 : 小磯
- 曽我廼家明蝶 : 時岡晋介

## スタッフ等
- 監督：松尾昭典
- 脚本：星川清司、松尾昭典
- 企画：児井英生
- 音楽：伊部晴美
- 撮影 : 岩佐一泉
- 編集 : 井上親弥
- 主題歌 : 「反逆のトランペット」: 渡哲也
- 挿入歌: 「その時一」： 三田佳子

## 併映作品
- 『七人の野獣』: 江崎実生監督作品